# ZNF33B
ZNF33B‏ (Zinc finger protein 33B) هوَ بروتين يُشَفر بواسطة جين ZNF33B في الإنسان.